# 天草市立倉岳小学校
天草市立倉岳小学校（あまくさしりつ くらたけしょうがっこう）は、熊本県天草市倉岳町棚底にある小学校。

## 沿革
- 2008年（平成20年）4月 - 浦小学校、宮田地小学校、棚底小学校を統合し、倉岳小学校開校

## 学校周辺
- 倉岳自動車学校
- 熊本県道266号梶屋多良木線